# Fort Leonardo
Fort Leonardo (malt. Il-Fortizza San Leonardu), znany też jako Fort San Leonardo lub Fort San Anard jest fortem poligonalnym w Żabbar na Malcie. Został zbudowany przez Brytyjczyków w latach 1872–1878, pomiędzy wioskami San Leonardo a Żonqor, powyżej wschodniego brzegu Grand Harbour.

## Historia
Fort Leonardo został zbudowany w latach 1872–1878 przez Brytyjczyków, jako część programu polepszenia maltańskich fortyfikacji, rekomendowanego w raporcie pułkownika Jervois z roku 1866 „Memorandum with reference to the improvements to the defences of Malta and Gibraltar, rendered necessary by the introduction of Iron Plated Ships and powerful rifled guns” (Memorandum w sprawie poprawy obrony Malty i Gibraltaru, niezbędnej z uwagi na wprowadzenie żelaznych okrętów i potężnych dział z gwintowaną lufą). Fort miał zostać nazwany Fort Tombrell, lecz zmieniono nazwę na Fort Leonardo, kiedy rozpoczęto go budować.
Jego konstrukcja jest złożona, z małym wewnętrznym fortem, tworzącym jeden narożnik wewnątrz większej części fortu, zawierającej stanowiska dział. Fort był pierwotnie uzbrojony w 11-calowe działa RML (ang. rifled muzzle loader – gwintowane, ładowane przez lufę), zastąpione później przez 9,2-calowe działa ładowane od zamka.
W roku 1882, w odległości około 1 kilometra od fortu, zbudowana została Bateria Żonqor. Bateria była obsługiwana przez żołnierzy stacjonujących w Forcie Leonardo.
Fort Leonardo był używany do obrony wybrzeża podczas II wojny światowej. 17 maja 1942 roku fort pomógł odeprzeć atak włoskiego okrętu szybkiego ataku.
Fort był używany przez Brytyjczyków do lat 1970.

## Stan obecny

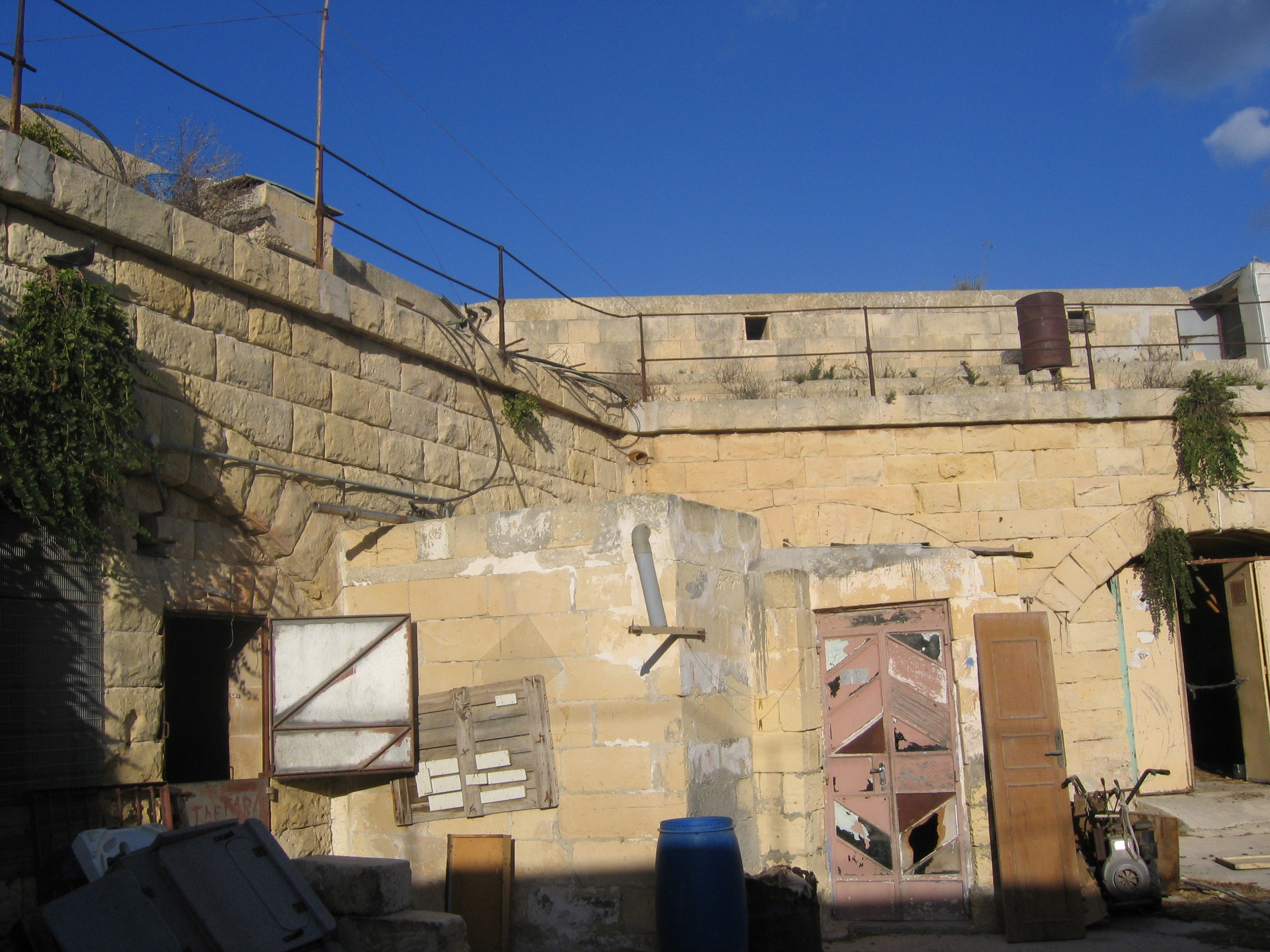
Wewnątrz Fortu Leonardo

Fort został wydzierżawiony w roku 1973 lokalnemu hodowcy bydła za roczną opłatę €93, i był przez niego używany do wczesnych lat 2010.
Sam fort jest ciągle w przyzwoitym stanie, mimo że w rowie obronnym zbudowany został budynek i część rowu została zasypana, aby zrobić do niego dojście. Rów od strony morza jest ciągle w dobrej kondycji. Współczesna konstrukcja, prawdopodobnie zbiornik na wodę, zbudowany po zachodniej stronie fortu, nie pasuje do oryginalnego wyglądu otoczenia. Dojście do głównej bramy zostało pokryte gruzem i w zasadzie jest zniszczone.
W roku 2011 zatwierdzono budowę 60-metrowego masztu przekaźnikowego maltańskiego przedsiębiorstwa telekomunikacyjnego GO na stoku obronnym (glacis) fortu.
W roku 2014 padła propozycja, aby przerobić fort na luksusowy hotel. Przedstawiciel Din l-Art Ħelwa stwierdził, że fort powinien być odnowiony, ale jego militarny wygląd nie powinien zostać zniweczony, jak to się stało z Baterią Cambridge na Tigné Point.
W roku 2015 rząd zaproponował włączyć Fort Leonardo do kampusu American University of Malta, który ma zostać otwarty w roku 2016, pod warunkiem, że fort zostanie przywrócony do stanu pierwotnego i otwarty dla publiczności. Propozycja ta nie została wprowadzona w życie, ponieważ kampus został rozdzielony pomiędzy Dok nr 1 w Cospicua i Żonqor Point w Marsaskala.